# إيرين بارنت
إيرين بارنت (بالإنجليزية: Erin Barnett)‏ هو لاعب كرة قدم بريطاني، ولد في 2 سبتمبر 1996 في جبل طارق في المملكة المتحدة. شارك مع منتخب جبل طارق تحت 19 سنة لكرة القدم ومنتخب جبل طارق لكرة القدم. أما مع النوادي، فقد لعب مع Lions Gibraltar F.C. ‏.

## وصلات خارجية
- إيرين بارنت على موقع الاتحاد الدولي (مؤرشف)  (الإنجليزية)
- إيرين بارنت على موقع الاتحاد الأوربي (الإنجليزية)
- إيرين بارنت على موقع قاعدة بيانات كرة القدم.إي يو (الإنجليزية)
- إيرين بارنت على موقع ناشيونال فوتبول تيمز (الإنجليزية)
- إيرين بارنت على موقع Soccerway.com (الإنجليزية)